# Бірюкова Світлана Василівна
Бірюкова Світлана Василівна (нар. 8 січня 1936, м. Харків) — український вчений у галузі мікробіології та імунології, доктор медичних наук (1984), професор (1991), професор кафедри клінічної імунології та мікробіології Харківської медичної академії післядипломної освіти, член Правління Всеукраїнської асоціації інфекційного контролю та антимікробної резистентності.

## Біографія
Світлана Василівна Бірюкова народилася 8 січня 1936 року у м. Харкові.
У 1959 році закінчила Харківський медичний інститут.
У 1960 році вона розпочала наукову діяльність науковим співробітником Харківського науково-дослідного інституту мікробіології вакцин і сировоток ім. І. І. Мечникова.
У 1983 році захистила дисертаційну роботу за темою «Популяционная изменчивость и метаболизм кластридій (на модели C.Perfringens)».
У 1984 році їй було присуджено науковий ступінь доктора медичних наук.
У 1986 році Світлана Василівна стала професором кафедри клінічної імунології та мікробіології Харківської медичної академії післядипломної освіти.
Також Світлана Бірюкова є членом Правління Всеукраїнської асоціації інфекційного контролю та антимікробної резистентності.

## Наукова діяльність
До кола наукових дослідницьких інтересів Світлани Бірюкової належать проблеми етіології, патогенезу та діагностики анаеробних інфекцій.
Вона брала безпосередню участь у вивченні проблеми ранових інфекцій, виявленні та вивченні невідомих збудників газової гангрени (Cl.rubrum), розробці серії комплексних протигангренозних анатоксинів.
Професор С. В. Бірюкова в науковій роботі значну увагу приділяла вивченню проблеми гнійно-септичних захворювань — дослідженню збудників, розробці нових підходів до створення комплексних лікувальних антимікробних препаратів (мазей, аерозолей). Винайдені препарати отримали патенти та виробляються фармацевтичною промисловістю.
Творча діяльність Світлани Василівни постійно була пов'язана з вирішенням найбільш актуальних медичних питань.
Значним є її внесок у вивченні етіології захворювань, асоційованих з нераціональною антибіотикотерапіюєю, — діарей, гастероентероколітів, ентероколітів, колітів, обумовлених Cl.difficile.
Завдяки співпраці професора С. В. Бірюкової та професора М. Ф. Калініченко вперше було розроблено методи культивування анаеробів в атмосфері природного газу, оригінальні методи їх фарбування.
Вивчаючи ферментативні властивості різних мікроорганізмів було розроблено діагностичний препарат лецитовітеліну, за допомогою якого виявляються лецитиназопозитівні бактерії (клостридії, стафілококи та ін.).
З 1974 року цей діагностичний препарат виробляється підприємством «Біолек», у відповідності до технічної документації, розробленої за участі С. В. Бірюкової. Препарат широко застосовується в бактеорологічній практиці.
Значні зусилля Свілани Василівни були спрямовані на створення єдиної в Україні кафедри клінічної імунології та мікробіології.
Кафедра стала опорною для лікарів-імунологів та мікробіологів України, сформувавши наукову школу фахівців з клінічної імунології та мікробіології. Сьогодні це науково-методичний центр для викладачів мікробіології та імунології на базі якої підготовлені фахівці, які працюють в галузі охорони здоров'я (в лікарнях і СЕС) та займаються науковою діяльністю.
Професор є членом Вченої Ради ХМАПО та Вченої Ради ІМІ ім. І. І. Мечнікова АМН України, членом спеціалізованої Вченої Ради по захисту
кандидатських і докторських дисертацій з фаху «Мікробіологія».
С. В. Бірюкова є автором більш ніж 220 наукових робіт, 3 монографій, 19 винаходів та патентів СРСР та України.
Професор С. В. Бірюкова входить до складу редколегії наукового журналу «Аннали Мечниковського Інституту».
Світлана Василівна нагороджена нагрудним знаком «Відмінник охорони здоров'я».

## Праці
- Бирюкова С. В. Пищевая анаэробная токсикоинфекция. К., 1975 (одна із співавторів);
- Бирюкова С. В. Раневая газовая инфекция. Москва, 1979 (одна із співавторів);
- Бирюкова С. В. Взаимодействие нормальной микробиоты с макроорганизмом // Клин. антибиотикотерапия. — 2002. — № 2;
- Бирюкова С. В. Значення анаеробних мікроорганізмів у розвитку госпітальних інфекцій // БМВ. — 2003. — Т. 7, № 1 (одна із співавторів);
- Бирюкова С. В. Иммунологический дисбаланс при Helycobacter pylori-ассоциированных заболеваниях желудка и двенадцатиперстной кишки // Експерим. і клін. медицина. — 2003.- № 1 (одна із співавторів).

## Авторські свідоцтва та патенти
- Бирюкова С. В. Способ выделения облигатных анаэробных коков. А.с.№ 1395676А1, 1988, СССР.
- Бирюкова С. В. Антибактериальные средства. А.с. № 1489778, 1989, СССР.
- Бирюкова С. В. Способ лечения язвенно-некротических гингивостоматитов и генерализованного парадонтита средней и тяжелой степени. А. № 1792670А1, 1992, СССР.
- Бирюкова С. В. Способ получения токсинов кластридий. А.с. № 986100А1, 1982, СССР.